# 남아프리카 공화국의 국장

남아프리카 공화국의 국장

남아프리카 공화국의 국장은 2000년 4월 27일에 제정되었다.
국장 가운데에는 두 명의 사람 형상의 그림이 새겨진 방패가 그려져 있다. 방패 양쪽을 두 개의 밀 이삭이 감싸고 있으며 방패 위에는 엇갈린 채로 놓인 창과 크노브키리라고 부르는 곤봉이 그려져 있다.
국장 위쪽에는 떠오르는 태양과 뱀잡이수리, 남아프리카 공화국의 국화인 프로테아가 그려져 있으며 국장 양쪽을 네 개의 상아가 감싸고 있다.
국장 아래쪽에 있는 리본에는 남아프리카 공화국의 표어인 "여러 사람들의 단결"("!ke e: /xarra //ke")이 코이산어로 쓰여 있다.

## 역대 남아프리카 공화국의 국장

1910-1930
1930-1932
1932-2000
1960-2000 의회의 문장